# Assembleia das centúrias
A assembleia das centúrias ou, em latim, comitia centuriata, também chamada de comícios por centúrias, consistia numa reunião dos cidadãos romanos. Constitui a primeira assembleia nacional do Reino de Roma. Cada uma das classes se dividia em várias centúrias, cujo número total na assembleia era de 193, constituídas - meio a meio - por "juniores" (cidadãos entre 17 e 46 anos) e "seniores" (de 46 a 65 anos).

## Origem
Segundo a tradição, esses comícios surgiram da divisão do povo feita pelo rei Sérvio Túlio, pela qual os que pagavam impostos e prestavam serviço militar se agrupavam em seis classes, de acordo com o seu patrimônio. Os que não possuíam bens para sustentar tais encargos eram colocados entre os infra classim. Entretanto, segundo tudo indica, a origem dos comícios por centúrias remonta aos primórdios da República Romana.
Até o censor Ápio Cláudio (que exerceu a censura de 312 a 308 a.C.), computava-se, para a classificação nas classes, apenas riquezas imobiliárias. Esse magistrado, porém, passou a incluir também as coisas móveis, avaliando tudo em dinheiro.
As assembleias das centúrias realizavam-se fora da cidade de Roma, no Campo de Marte, porque o povo, nessa reunião, votava armado.
A votação era feita por centúrias, dentro das classes, que se manifestavam em ordem hierárquica. Em primeiro lugar, as 6 centúrias dos patrícios e as 12 dos cavaleiros (que, por serem as 18 centúrias dos aristocratas, estavam acima das 80 centúrias da primeira classe de plebeus); depois, as 80 da primeira classe de plebeus; a seguir, as 20 da segunda classe, e assim por diante até às 30 da quinta classe de plebeus. Como bastava que se alcançasse a maioria absoluta por centúrias (97, pois elas eram 193) para que esses comícios deliberassem, desde que as 18 centúrias dos aristocratas e as 80 da primeira classe de plebeus votassem no mesmo sentido, aquele quorum era atingido e as demais classes deixavam de votar por ser desnecessário.
Sendo as 18 centúrias dos aristocratas (patrícios e cavaleiros) e as 80 da primeira classe de plebeus integradas pelos cidadãos mais ricos de Roma, e geralmente concordantes por terem os mesmos interesses, os menos favorecidos raramente podiam influir nas deliberações desses comícios. Daí que, nos fins do século III a.C., tenha havido uma reforma no sentido de democratizar as assembleias das centúrias. Não há informações precisos de como ela foi realizada. O que existe a respeito são apenas conjeturas de autores modernos, sendo a mais aceita aquela (devido a Pantagato, autor do século XVI) segundo a qual a reforma aumentou o número das centúrias de 193 para 373, elevando assim a maioria absoluta para 187 votos, o que implicava que, para que esse quorum fosse alcançado, os votos concordantes viriam não apenas das centúrias dos aristocratas e da primeira classe de plebeus, mas também das da segunda classe e das da terceira classe de plebeus. Esta conjetura, no entanto, contraria o texto de Cícero (De Republica II, 22, 39), do qual consoante a interpretação mais seguida, se extrai a informação de ter permanecido, depois da reforma, o mesmo número de centúrias, isto é, 193.
Eram as seguintes as atribuições da assembleia centuriata:
- eleitorais: elegiam os magistrados maiores (cônsules, pretores, censores, ditadores e, inclusive, o novo rei);
- legislativas: além das leis em geral, votavam as leis relativas à declaração de guerra, ao restabelecimento da paz e à conclusão de tratados, bem como a lex de censoria potestate (lei de obediência do povo aos censores);
- judiciárias: Decretar a pena capital de cidadãos romanos.